# 3-丁炔-2-醇
3-丁炔-2-醇是一种具有手性的有机化合物，化学式为C4H6O，它存在R型和S型两种异构体。

## 反应
3-丁炔-2-醇和甲磺酰氯在三乙胺存在下于二氯甲烷中反应，可以得到3-丁炔-2-醇甲磺酸酯。它和4-氟碘苯在催化下反应，可以得到4-(4-氟苯基)-3-丁炔-2-醇。